# Kari Wührer
Kari Samantha Wührer (Brookfield, Connecticut, VS, 28 april 1967) is een Amerikaans actrice en producer.
Wührer begon ooit als MTV VJ, maar brak al snel door via de series Swamp Thing en Class of '96, hoewel ze vooral bekend werd dankzij de serie Sliders. Ook speelde ze rollen in films als Kissing a Fool en Eight Legged Freaks.
In 1999 bracht ze haar album Shiny uit.
Sinds 2003 is ze getrouwd met producer James Scura; ze hebben 2 kinderen. Wührer was tussen 1995 en 1999 getrouwd met Daniel Salin.

## Filmografie
- Fire with Fire (1986) - Gloria
- The Adventures of Ford Fairlane (1990) - Melodi
- Beastmaster 2: Through the Portal of Time (1991) - Jackie Trent
- Married... with Children Televisieserie - Joanie (Afl., Kelly Does Hollywood: Part 1 & 2, 1991)
- Class of '96 Televisieserie - Robin Farr (17 afl., 1993)
- Swamp Thing Televisieserie - Abigail (9 afl., 1991-1993)
- Boulevard (1994) - Jennefer
- Terminal Justice (1995) - Pamela Travis
- Higher Learning (1995) - Claudia
- Sensation (1995) - Lila Reed
- Beverly Hills, 90210 Televisieserie - Ariel Hunter (Afl., Vital Signs, 1994|Mr. Walsh Goes to Washington, 1994|Little Monsters, 1995)
- The Marshal Televisieserie - Sherry Prairie (Afl., The Great Train Robbery, 1995)
- Sex & Other Man (1995) - Jessica Hill
- The Crossing Guard (1995) - Mia
- Beyond Desire (1996) - Rita
- Thinner (1996) - Gina Lempke
- An Occasional Hell (1996) - Jeri Gillen
- Vivid (1997) - Billie Reynolds
- Anaconda (1997) - Denise Kalberg
- Red-Blooded American Girl II (1997) - Miya
- The Disappearance of Kevin Johnson (1997) - Kristi Wilson
- Touch Me (1997) - Margot
- Nash Bridges Televisieserie - C.J. (Afl., Blackout, 1997)
- The Undertaker's Wedding (1998) - Maria
- Kissing a Fool (1998) - Dara
- Ivory Tower (1998) - Karen Clay
- Phoenix (1998) - Katie Shuster
- To Have & to Hold Televisieserie - Paula (Afl., Driveway to Heaven, 1998|Turkey Day Blues, 1998)
- Kate's Addiction (1999) - Kate McGrath
- Out of Sync (Televisiefilm, 2000) - Sunni
- Kiss Tomorrow Goodbye (Televisiefilm, 2000) - Darcy Davis
- Fatal Conflict (2000) - Sasha Burns
- Sliders Televisieserie - Capt. Maggie Beckett (49 afl., 1997-2000)
- Sand (2000) - Sandy
- G-Men from Hell (2000) - Marete Morrisey
- Berserker (2001) - Anya/Brunhilda
- Angels Don't Sleep Here (2001) - Dr. April Williams
- Thy Neighbor's Wife (2001) - Ann Stewart/Anna Johnson
- Command & Conquer: Red Alert 2 (Computerspel, 2001) - Special Agent Tanya Adams
- The Medicine Show (2001) - Gwendolyn
- Command & Conquer: Red Alert 2 - Yuri's Revenge (Computerspel, 2001) - Special Agent Tanya Adams (Stem)
- The Rose Technique (2002) - Kristi
- CSI: Crime Scene Investigation Televisieserie - Tiffany Langer (Afl., Cross-Jurisdictions, 2002)
- CSI: Miami Televisieserie - Tiffany Langer (Afl., Cross-Jurisdictions, 2002)
- Killer Love (2002) - Danielle
- Eight Legged Freaks (2002) - Sheriff Samantha Parker
- Malevolent (2002) - Jessica Tarrant
- Do It for Uncle Manny (2002) - Jenny
- Spider's Web (2002) - Lauren Bishop (tevens executive producer)
- Final Examination (Video, 2003) - Julie Seska
- Death of a Dynasty (2003) - Sexy Vrouw Nr. 2
- King of the Ants (2003) - Susan Gatley
- The Hitcher II: I've Been Waiting (Video, 2003) - Maggie
- Mystery Woman: Snapshot (Televisiefilm, 2005) - Fawn
- The Prophecy: Uprising (Video, 2005) - Allison
- Hellraiser: Deader (Video, 2005) - Amy Klein
- The Prophecy: Forsaken (Video, 2005) - Allison
- General Hospital Televisieserie - Reese Marshall (Charlotte Roberts) (Afl. onbekend, 2005)
- CSI: Miami Televisieserie - Janet Sterling (Afl., If Looks Could Kill, 2006)
- Avengers Initiative Videospel - Barbara Morse-Barton / Mockingbird (2012)
- Disney Infinity 3.0 Videospel - Maria Hill (2015)

## Discografie
- Shiny (1999)

- Biblioteca Nacional de España: XX1122073
- Bibliothèque nationale de France: cb142402609 (data)
- Catàleg d'autoritats de noms i títols de Catalunya: 981058510415306706
- Gemeinsame Normdatei: 143983431
- International Standard Name Identifier: 0000 0001 1875 6699
- Library of Congress Control Number: no00022741
- MusicBrainz: ba73e0da-91f2-4988-b9a1-3e58709d4a27
- Nationale Bibliotheek van Tsjechië: pna2009495556
- Nationale Bibliotheek van Israël: 987007407636005171
- Nationale Bibliotheek van Polen: a0000001257218
- Virtual International Authority File: 46973739
- WorldCat: E39PBJyWWff4D36T644jF7x4bd